# 驿站马车

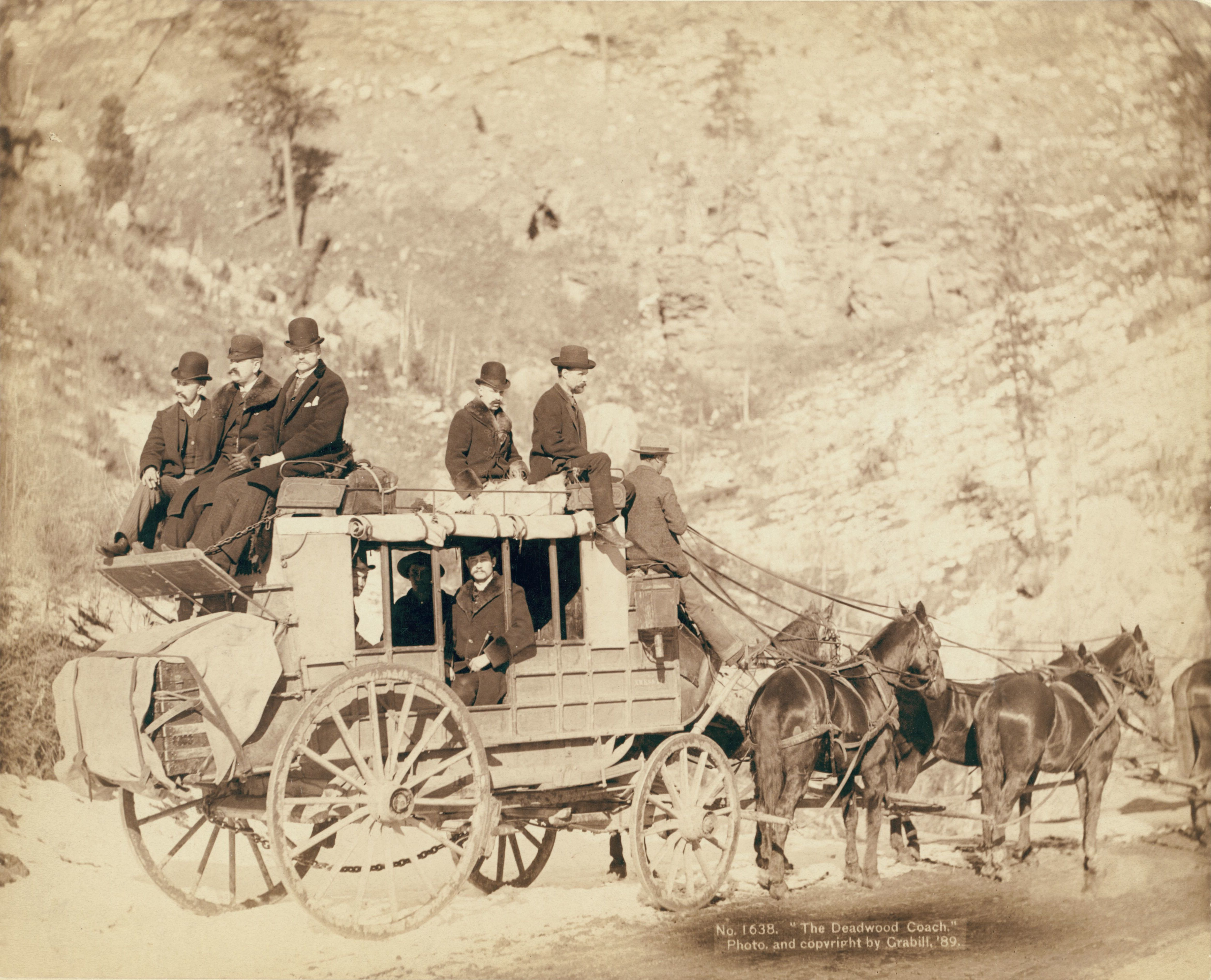

驿站马车（又译公共马车）是种四轮的、运送乘客或邮件的马车，由四匹马拖拉，在火车运输方式被发明前这种运输工具被广泛应用。在北美，一辆驿站马车将在大约每隔15英里的驿马站换一次马。大概每隔6小时的停留也被用来发送邮件，并可以让乘客和车夫吃些东西或小歇片刻。其中的一些驿站最后会发展成为今日的一些小镇和城市。